# Stopień wodny Malczyce
Stopień wodny Malczyce – stopień wodny na Odrze położony we wsi Rzeczyca w gminie Środa Śląska, najniżej położony stopień Odrzańskiej Drogi Wodnej, dwudziesty piąty na tej drodze. Znajduje się na 300,4 km szlaku żeglugowego, poniżej Stopnia Wodnego Brzeg Dolny.

## Planowanie budowy
Po wybudowaniu w 1959 r. stopnia wodnego w Brzegu Dolnym (jedynego przez wiele lat stopnia wodnego na Odrze wybudowanego przez Polskę, wszystkie stopnie wodne położone wyżej powstały co najmniej kilkadziesiąt lat wcześniej, zbudowane przez Niemcy) stopniowo koryto rzeki poniżej tego stopnia uległo znacznemu zniszczeniu wskutek erozji dennej. Ostatecznie w ciągu ponad 50 lat eksploatacji stopnia Brzeg Dolny jako ostatniego na Odrze, poziom zwierciadła wody poniżej Brzegu Dolnego obniżył się stopniowo aż o 2,5 m, a obniżenie sięgało aż do Ścinawy. Już w 1970 r. stwierdzono, że poziom wód gruntowych w odległości 120 m od rzeki opadł o 65 cm, a w odległości 550 m od rzeki – o 44 cm.
Szlak wodny uległ zwężeniu, a głębokości tranzytowe spadły znacznie. Po powodzi tysiąclecia Odra poniżej stopnia w Brzegu Dolnym stała się niemal całkowicie nieżeglowna, a przepłynięcie większej jednostki wymagało zrzutu wody.
Dla podniesienia poziomu wód gruntowych i ratowania okolicznych lasów przed przesuszaniem, przywrócenia żeglowności Odry, zabezpieczenia stopnia Brzeg Dolny przed zniszczeniami erozyjnymi i powstrzymania erozji Odry na dalszym odcinku niezbędna była budowa kolejnego stopnia w okolicach Malczyc, w których znajdował się port rzeczny i wodowskaz. Decyzję lokalizacyjną wydano już w roku 1974, ustalając, że stopień powstanie we wsi Rzeczyca, na 300,4 km drogi wodnej. Mimo to określano go nazwą Malczyce, chociaż wieś ta leży ponad 5 km poniżej Rzeczycy; Malczyce są jednak siedzibą gminy, leży tam port rzeczny i jeden z wodowskazów na Odrze.

## Przebieg budowy
Budowę stopnia wodnego rozpoczęto dopiero w 1997 r., bezpośrednio po powodzi tysiąclecia. Pierwotny koszt budowy planowany był na niespełna 200 mln zł. Prace toczyły się bardzo powoli i trwały ponad 20 lat. Przyczyną przewlekłości było praktycznie coroczne obcinanie w budżecie wydatków na budowę w stosunku do planu, wynikające z wieloletniego lekceważenia gospodarki rzecznej i żeglugi śródlądowej przez liczne kolejne rządy. Jednocześnie koszty budowy rosły wskutek opóźnień, które wymuszały dodatkowe wydatki oraz inflacji. Rosnące wskutek opóźnień koszty przekroczyły 1,1 mld złotych. Budowa kilkakrotnie była całkowicie wstrzymywana, nawet w okresie, gdy wykonano już znaczną część prac. Ponadto w stan upadłości postawiony został wykonawca. Przykładowo w budżecie na rok 2016, gdy większość prac budowlanych była wykonana, nie przewidziano na jej dokończenie nic.
Ostatecznie decyzję o jej szybkim dokończeniu i pełnym sfinansowaniu podjęto w latach 2016 i 2017, w związku z ratyfikowaniem przez Polskę w styczniu 2017 r. europejskiego porozumienia w sprawie głównych śródlądowych dróg wodnych o znaczeniu międzynarodowym (AGN). Porozumienie to zobowiązuje Polskę do doprowadzenia m.in. całej Odrzańskiej Drogi Wodnej do IV klasy żeglowności. Poza tym w 2019 r. traciło ważność pozwolenie na budowę. W efekcie w budżetach 2017 i 2018 przeznaczono na budowę odpowiednie środki. Wprowadzono też oszczędności – zrezygnowano np. z budowy mostu, który w Rzeczycy nie był niezbędny.
Grodzenie rzeki, zamykające stare koryto i kierujące wodę na stopień wodny, wykonano w kwietniu 2018 r., a na 30 maja 2018 r. przewidziano uruchomienie śluzy, po uzyskaniu piętrzenia wystarczającego do jej działania. Ostatecznie uruchomienie śluzy – pierwsze śluzowanie – miało miejsce 4 czerwca 2018 r.
Zapowiedziana też została szybka budowa dwóch kolejnych stopni wodnych, w Lubiążu i Ścinawie, zabezpieczających cały odcinek rzeki zagrożony bezpośrednio erozją.

## Dane stopnia wodnego
Stopień wodny stanowi trzyprzęsłowy jaz klapowy o świetle 75 m (3 × 25 m). Zaplanowany spad jazu wynosi od 4,0 do 5,9 m w zależności od stanu wody, a średnio 4,7 m. Jaz stały ma długość 256 m, jest zaporą ziemną opartą o ściankę stalową, wzmocnioną zabezpieczeniami betonowymi i kamiennymi. Jaz ma przepławkę dla ryb, przeprojektowaną w 2009 r. wskutek wydania nowej decyzji środowiskowej.
Elektrownia wodna wyposażona jest w trzy turbiny Kaplana, produkcji czeskiej, o średnicy wirnika 3,4 m. Ma moc instalowaną 9 MW, a praktyczną (uzyskiwaną przy przełyku 240 m³ – takim samym, jak na stopniu wodnym Brzeg Dolny) – 7,5 MW. Przewidywana produkcja energii wynosi 49.800 MWh rocznie.
Jednokomorowa śluza ma 190 m długości i 12 m szerokości, 3,5 m głębokości na progu i 12 m wysokości ścian komory. Wysokość wrót dolnych wynosi 10,7 m, a górnych 5,8 m; wrota są wsporne. Wymiana wody następuje przez kanały obiegowe zamykane hydraulicznie. Śluza ma IV klasę żeglowności, głębokość górnego awanportu, stała, wynosi 3,5 m, a dolnego 2,5 m przy niskiej wodzie żeglownej.
Spiętrzenie Odry na odcinku 17,5 km od Brzegu Dolnego do Rzeczycy spowodować ma zalanie terenów o powierzchni 200 ha, wskutek podniesienia poziomu rzeki na wysokość do 4 m.